# 陈弘志
陈弘志（？—835年10月16日）唐宪宗時期宦官，曾為前襄州监军。
元和十五年（820年），唐宪宗服丹药，脾气暴躁，经常殴打宫女、宦官。宦官吐突承璀想立澧王李恽为太子，太子李宥、郭贵妃随后知晓。正月廿七晚，傳聞陈弘志与王守澄于中和殿暗杀唐宪宗，对外宣称皇帝暴崩。联络梁守谦、韦元素等拥立定太子李宥继位，是为唐穆宗。陈弘志随后杀死吐突承璀及澧王。
太和九年（835年）九月廿一癸亥，唐文宗令内养齐抱真在青泥驿杀死陈弘志。